# Chongsindae-ipgu (metropolitana di Seul)
Isu (이수역 - 梨水譯, Isu-yeok ) è una stazione della metropolitana di Seul di interscambio fra la linea 4 e la linea 6 della metropolitana di Seul. La stazione si trova nel quartiere di Yongsan-gu, a Seul. Il nome ufficiale della stazione della linea 4 è Università Chongsin (총신대입구역 - 總神大入口譯, Chongsindae-ipgu-yeok), ma di fatto la stessa Università Chongsin si trova a oltre un chilometro di distanza, ed è meglio raggiungibile dalla stazione di Namseong.

## Linee
Seoul Metro
● Linea 4 (Codice: 432)
 SMRT
● Linea 7 (Codice: 736)

## Struttura
Entrambe le linee sono sotterranee. La linea azzurra è dotata di due marciapiedi laterali con due binari passanti al centro, mentre la linea marrone possiede un marciapiede a isola centrale. Entrambe le linee sono protette con porte di banchina.
Linea 4
| Direzione Danggogae | ● Linea 4 | per Seul, Chungmuro, Changdong, Nowon e Danggogae |
| Direzione centro    | ● Linea 4 | per Sadang, Geumjeong, Jungang e Oido             |

Linea 7
| Direzione Jangam   | ● Linea 7 | per Express Bus Terminal, Geondae-ipgu, Sangbong e Jangam    |
| Direzione Bupyeong | ● Linea 7 | per Boramae, Gasan Digital Complex, Onsu e Bupyeong-gucheong |

## Stazioni adiacenti
| «       | Servizio | »        |
| Linea 4 | Linea 4  | Linea 4  |
| ------- | -------- | -------- |
| Dongjak | -        | Sadang   |
| Linea 7 |          |          |
| Naebang | -        | Namseong |